# Thomas W. Hawkins
Thomas William Hawkins Jr. (* 10. Januar 1938 in Flushing, New York) ist ein US-amerikanischer Mathematikhistoriker.

## Leben und Wirken
Hawkins promovierte 1968 an der University of Wisconsin–Madison in Mathematik und Wissenschaftsgeschichte bei R. Creighton Buck über die Entstehung der Integrationstheorie von Henri Lebesgue, woraus sein Buch „Lebesgues Theory of Integration – its Origin and Development“ entstand. Er war nach seiner Promotion einige Jahre am Swarthmore College und wurde dann Professor an der Boston University. 1969/70 war er Gastwissenschaftler an der ETH Zürich, 1980/81 an der Harvard University, 1988/89 am Institute for Advanced Study und 1996/97 am Dibner Institute for the History of Science and Technology des Massachusetts Institute of Technology (MIT). Er ist Fellow der American Mathematical Society.
Hawkins verfasste grundlegende Untersuchungen über die Ursprünge der Theorie der Lie-Gruppen (in der Theorie der Differentialgleichungen, für die Sophus Lie eine Theorie nach dem Vorbild der Galoistheorie entwickeln wollte), Geschichte der Darstellungstheorie endlicher Gruppen und der Matrizentheorie (wobei er die Rolle von Karl Weierstraß gegenüber Arthur Cayley betonte) und der modernen Integrationstheorie.
1974 war er Invited Speaker auf dem Internationalen Mathematikerkongress (ICM) in Vancouver (The theory of matrices in the 19th century) und 1986 in Berkeley (Cayley´s counting problem and the representation of Lie algebras).

## Ehrungen
- 1997 Chauvenet-Preis der Mathematical Association of America für „The birth of Lie´s theory of groups“ (The Mathematical Intelligencer, Bd. 16, 1994, Heft 2)
- 2001 Albert Leon Whiteman Memorial Prize der American Mathematical Society

## Schriften (Auswahl)
Aufsätze
- The Theory of Matrices in the 19th Century. In: Ralph D. James (Hrsg.): Proceedings of the International Congress of Mathematicians, Vancouver, 1974. CMC, Vancouver 1975, ISBN 0-919558-04-6, S. 561–570.
- Hypercomplex numbers, Lie groups and the creation of group representation theory. In: Archive for History of Exact Sciences, Bd. 8 (1971/72), ISSN 0003-9519, S. 243–287.
- The origin of the theory of group characters. In: Archive for History of Exact Sciences, Bd. 7 (1970), ISSN 0003-9519, S. 142–170.
- New light on Frobenius creation of the theory of group characters. In: Archive for History of Exact Sciences, Bd. 12 (1974), ISSN 0003-9519, S. 217–243.
- Wilhelm Killing and the structure of Lie algebras. In: Archive for History of Exact Science, Bd. 26 (1982), ISSN 0003-9519, S. 126–192.
- Non-euclidean geometry and Weierstrassian mathematics. The background to Killing's work on Lie algebras. In: Historia Mathematica, Bd. 7 (1980), ISSN 0315-0860, S. 289–342.
- From general relativity to group representations, the background of Weyl's papers of 1925-26, in: Michele Audin (Hrsg.), Matériaux pour l'histoire des mathématiques au XXe siècle Actes du colloque à la mémoire de Jean Dieudonné (Nice 1996), SMF 1998

Bücher
- Emergence of the theory of Lie groups. An Essay in the history of Mathematics 1869-1926 (Sources and studies in the history of mathematics and physical series). Springer Verlag, New York 2000, ISBN 0-387-98963-3.
- Lebesgues „Theory of Integration“. Its Origin and Development. 2. Aufl. Chelsea Books, New York 1979, ISBN 0-8284-0282-5 Nachdr. d. Ausg. University of Wisconsin Press 1970
- The mathematics of Frobenius in context. A journey through 18th to 20th century mathematics. Springer, New York 2013, ISBN 978-1-4614-6332-0.